# View from the Vault, Volume One
View from the Vault, Volume One je koncertní trojalbum skupiny Grateful Dead. Jedná se o první část série View from the Vault. Album vyšlo v roce 2000 u Grateful Dead Records a nahrávky pocházejí z července 1980.

## Seznam skladeb
| Disk 1 | Disk 1                      | Disk 1                    | Disk 1 |
| Pořadí | Název                       | Autor                     | Délka  |
| ------ | --------------------------- | ------------------------- | ------ |
| 1.     | Touch of Grey               | Hunter, Garcia            | 6:36   |
| 2.     | Greatest Story Ever Told    | Hunter, Hart, Weir        | 4:44   |
| 3.     | Jack-a-Roe                  | trad., arr. Grateful Dead | 5:09   |
| 4.     | New Minglewood Blues        | trad., arr. Weir          | 7:18   |
| 5.     | Row Jimmy                   | Hunter, Garcia            | 11:50  |
| 6.     | Mama Tried                  | Haggard                   | 2:32   |
| 7.     | Mexicali Blues              | Barlow, Weir              | 5:31   |
| 8.     | Just Like Tom Thumb's Blues | Dylan                     | 6:13   |
| 9.     | Let It Grow                 | Barlow, Weir              | 12:15  |

| Disk 2 | Disk 2                           | Disk 2             | Disk 2 |
| Pořadí | Název                            | Autor              | Délka  |
| ------ | -------------------------------- | ------------------ | ------ |
| 1.     | Samson and Delilah               | trad., arr. Weir   | 7:05   |
| 2.     | Eyes of the World                | Hunter, Garcia     | 15:14  |
| 3.     | Estimated Prophet                | Barlow, Weir       | 11:40  |
| 4.     | Lady with a Fan/Terrapin Station | Hunter, Garcia     | 14:56  |
| 5.     | Jam                              | Grateful Dead      | 4:46   |
| 6.     | Drums                            | Hart, Kreutzmann   | 7:38   |
| 7.     | Space                            | Garcia, Lesh, Weir | 9:04   |

| Disk 3         | Disk 3                    | Disk 3         | Disk 3 |
| Pořadí         | Název                     | Autor          | Délka  |
| -------------- | ------------------------- | -------------- | ------ |
| 1.             | I Need a Miracle          | Barlow, Weir   | 5:28   |
| 2.             | Wang Dang Doodle          | Dixon          | 5:20   |
| 3.             | Black Peter               | Hunter, Garcia | 9:42   |
| 4.             | Throwing Stones           | Barlow, Weir   | 9:22   |
| 5.             | Turn On Your Lovelight    | Malone, Scott  | 8:39   |
| 6.             | Knockin' on Heaven's Door | Dylan          | 7:07   |
| Celková délka: | Celková délka:            | Celková délka: | 211:16 |

## Sestava
- Jerry Garcia - sólová kytara, zpěv
- Bob Weir - rytmická kytara, zpěv
- Phil Lesh - basová kytara, zpěv
- Brent Mydland - Hammondovy varhany, klávesy, zpěv
- Mickey Hart - bicí, perkuse
- Bill Kreutzman - bicí, perkuse